# Comté de Clinton (Michigan)
Pour les articles homonymes, voir Comté de Clinton.
Le comté de Clinton (Clinton County en anglais) est un comté situé au centre de la péninsule inférieure de l'État du Michigan. Son siège est à St. Johns. Selon le recensement de 2020, sa population est de 79 128 habitants.

## Géographie
Le comté a une superficie de 2 113 km2, dont 2 095 km2 de terres.

### Comtés adjacents
- Comté de Saginaw (nord-est)
- Comté de Gratiot (nord)
- Comté de Montcalm (nord-ouest
- Comté de Shiawassee (est)
- Comté de Ionia (ouest)
- Comté d'Ingham (sud-est)
- Comté d'Eaton (sud-ouest)